# Odalengo Piccolo
Odalengo Piccolo (piemontiul: Audalengh Cit) település Olaszországban, Piemont régióban, Alessandria megyében. Lakosainak száma 222 fő (2023. január 1.).